# Çinar
Çinar är en ort i Azerbajdzjan.   Den ligger i distriktet Cəlilabad Rayonu, i den södra delen av landet, 190 km sydväst om huvudstaden Baku. Çinar ligger 263 meter över havet och antalet invånare är 474.
Terrängen runt Çinar är kuperad åt sydväst, men åt nordost är den platt. Närmaste större samhälle är Dzhalilabad, 14,3 km öster om Çinar.
Trakten runt Çinar består till största delen av jordbruksmark. Runt Çinar är det ganska tätbefolkat, med 104 invånare per kvadratkilometer.